# Полянський Ілля Олександрович
Ілля́ Олекса́ндрович Поля́нський (1999—2024) — військовослужбовець Збройних сил України, учасник російсько-української війни, що загинув у ході російського вторгнення в Україну. Кавалер ордена «За мужність» ІІІ ступеня.

## Життєпис
Народився 12 березня 1999 в місті Пологи на Запоріжжі.
Навчався в місцевій школі № 1, а потім у Державному університеті телекомунікацій у Києві за спеціальністю комп'ютерна інженерія. Після 24 лютого 2022 долучився до ТРО, потім до ССО, а пізніше був переведений до ЗСУ, 3 ОШБр.

## Загибель
Загинув 12 лютого 2024 під час бойових дій на Донецькому напрямку. Похований у селі Радиславка Рівненського району